# Helena Oleska

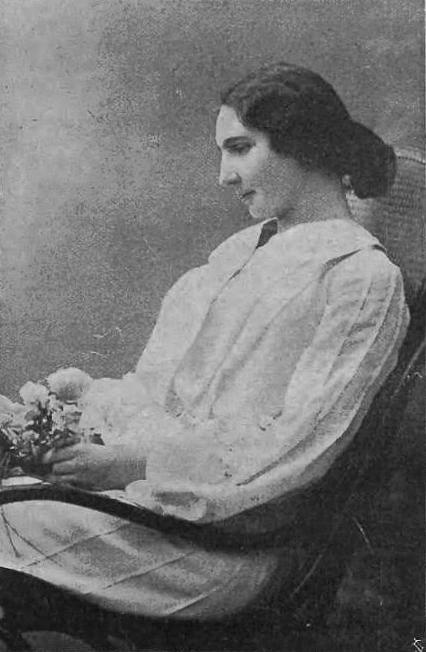
Helena Oleska (vor 1906)

Helena Jadwiga Oleska (geb. Helena Jadwiga Bulikowska, verh. Misky, Pseudonym Elena Palmy; * 15. Juli 1875 in Lemberg; † 16. Mai 1969 in Krakau) war eine polnische Opernsängerin (Mezzosopran) und Gesangspädagogin.
Oleska studierte in Dresden Gesang bei Adeline de Paschalis Souvestre, debütierte 1900 als Opernsängerin und trat mit großem Erfolg u. a. am Teatro Nacional de São Carlos in Lissabon, in Mailand und Modena unter dem Pseudonym Elena Palmy auf. Nach ihrer Heirat mit dem Notar Alexander Misky kehrte sie nach Lemberg zurück.
Erst in der Saison 1905–06 setzte sie, jetzt unter dem Pseudonym Oleska, ihre Bühnenlaufbahn an der Lemberger Oper fort und sang u. a. die Amneris in Aida von Giuseppe Verdi, die Jadwiga in Das Gespensterschloss von Stanisław Moniuszko, die Ortrud in Wagners Lohengrin, die Magdalena in Rigoletto und die Titelrolle in Camille Saint-Saëns’ Samson et Dalila. Bei einem Konzert mit dem Komponisten Władysław Żeleński sang sie 1906 in Krakau Ausschnitte aus dessen Oper Stara baśń.
Neben ihrer Tätigkeit an der Lemberger Oper, die bis 1909 andauerte, hatte sie in der Saison 1907–08 Erfolge an der Warschauer Oper mit Rollen wie der Herodias in Strauss’ Salome, der Fricka in Wagners Die Walküre und der Titelrolle in Bizets Carmen. Zwischen 1907 und 1910 trat sie häufiger mit den Warschauer Philharmonikern, in der Saison 1909–10 erneut an der Warschauer Oper auf.
1910 eröffnete sie eine Gesangsschule in Lemberg, der sie sich nach ihrem Rückzug von der Opernbühne 1912 ganz widmete. Nach 1945 unterrichtete sie Gesang in Krakau.
Der Opernsänger Andrzej Hiolski war ihr Pflegesohn, und auch ihre Tochter Felicja Misky schlug eine Laufbahn als Sängerin ein.